# KAORI.
KAORI.（かおり、1976年2月28日 - ）は、日本の女性声優、歌手。神奈川県横浜市出身。旧芸名はKAORI（読み同じ）、川菜 翠（かわな みどり）など。声優業は鈴木 カオリ（すずき かおり）名義。解散したロックバンド・Spunky Striderの元ボーカル。以前はギャビーオフィス、新音楽協会、アクセントに所属していた。
代表作に『ポケットモンスター アドバンスジェネレーション』(ハルカ)、『NANA』(小松奈々)、『BRIGADOON まりんとメラン』(浅葱まりん)などがある。

## 経歴
子供の頃から歌番組をよく見ており、人前で歌うとみんなが喜んでくれたり褒めてくれるのが楽しかったので、歌手になりたいという気持ちが段々と強くなっていった。小学生の時はのど自慢番組のオーディションを受けたりしていたが、緊張しやすいタイプだったので思い通りに歌えなかったという。
小学校を卒業する頃には目標として歌手を考え始め、中学生の時に歌の養成所に通い始める。だが、当時は今のようなシステムが確立された養成所もなく、自身も「入れば歌手への近道になるだろう」というくらいの気持ちで入所したが、歌手への道筋が見えてこなかったので中学卒業後に養成所を辞めて、自分でオーディション雑誌などを見ながら受け続けた。当時は浅香唯のようなアイドルになりたい一心でオーディションを受け続けるも、なかなか結果は出なかった。高校を卒業する頃に事務所のオーディションに合格してすぐにデビューも決まり、1994年に『CDドラマ 英雄伝説III 〜白き魔女〜』のイメージソング「愛はきらめきのなかに」で歌手デビュー。そこから日本ファルコムよりリリースされたゲームのドラマCDでイメージソングを多く担当するようになる。
『ぽっぷるメイルパラダイス2』のイメージソング「恋して！ミルキーボーイ」など、『ぽっぷるメイル』シリーズのドラマCDでイメージソングを担当していたが、その際に「声優もやってみない？」とディレクターから声をかけてもらったことから、1995年に同シリーズの5作目である『ぽっぷるメイルパラダイス5』のライム役で声優デビューを果たす。学生時代に演劇部に入っていただけで本格的に声優のレッスンをしたことがなく、未知の世界に飛び込むのは不安であったが、ディレクターの期待に応えたいという一心で頑張った。
2000年1月より芸名をKAORIに改名。声優としては同年7月21日から放送された『BRIGADOON まりんとメラン』の浅葱まりん役でテレビアニメ初主演を務めた他、2002年11月から2006年9月まで『ポケットモンスター アドバンスジェネレーション』のヒロイン・ハルカ役を演じて一躍有名となる。また歌手としては、2000年8月7日にSHIBUYA DESEOにて初のソロライブを開催。
2003年、友人のライブに出演した時にバンドサウンドで歌うことの楽しさが分かったことがきっかけでバンド活動を始める。友人のライブの時にバックバンドをしてくれたメンバーと年齢が近いことやリハーサルから音楽を作っていく過程が面白かったことからその時のメンバーとバンドを結成したが、音楽性の違いなどが出てきて1年続かずに解散する。そのバンドで一緒だったドラム担当のメンバーとロックバンド・Spunky Striderを立ち上げる。今までキャラクターソングを歌うことが多かったため、キャラクターボイスと自分の歌声の境目がまったく分からなくなってしまい、「自分の歌声って何だろう？」と悩んでいた時期があった。自身で作詞・作曲を担当することもあったが、自分の伝えたいメッセージで歌を作る機会がなく、その二つを解決するためには何がいいかを考えた結果、バンドに行き着いた。
2008年、歌手業における名義をKAORI.、声優業における名義を鈴木カオリに改名することを自身の公式サイト（現在は閉鎖済み）で発表。
2011年7月12日、Spunky Striderのメンバーであるkouと結婚したことを同バンドの公式ブログで報告。
2012年5月、専門の医師から発声時頸部ジストニアと痙攣性発声障害と診断され、投薬治療を開始したことをSpunky Striderの公式サイトで発表。2007年頃から歌声に不調を感じていたが、歌うことでしか大きく症状が出なかったため、判明するまで随分時間がかかったという。以降は声優・歌手活動を休止している。
2014年6月21日にSpunky Striderが解散したことを同バンドの公式ブログで発表。2013年8月にドラムの杉浦が脱退したこと、自身の声に関してもまだ本調子ではなく、ライブを出来るようになるまでにはもう少し時間がかかること、ベースのサトヤンとギターのkouもそれぞれの道を歩き始めていることから話し合いを重ねた結果、今後Spunky Striderとして定期的にライブなどの活動を行うことは難しく、活動休止のままの中途半端な状態は応援していただいているファンにも申し訳ないという判断に至り、一度区切りを付けるという意味でも解散という形になったという。

## 人物
声種はソプラノ。
趣味は人間観察、コンビニ・ドラッグストア巡り、お菓子作り、メッセージカード作り、散歩。好きな色は白、黒、ピンキーカラー。得意なジャンルはポップ、ロック系。得意な楽器はピアノ。
スピッツのファンであり、「あのボーカルはオンリーワンで、誰にもマネをできないところが魅力的です」と評している。「ロビンソン」を聴いた時に「なんてすごいバンドなんだろう」と衝撃を受けて、CDを買い集めた。自身で詞や曲作りをしていく上で、常に影響を与えてくれたバンドでもあるという。他に好きなミュージシャンとしてドゥービー・ブラザーズ、ボビー・コールドウェル、マライヤ・キャリーを挙げている。

## 後任
発声障害による活動休止後に持ち役を引き継いだ声優は以下の通り。
| 後任     | 役名     | 概要作品               | 後任の初担当作品      |
| -------- | -------- | ---------------------- | --------------------- |
| 倉本一花 | ルフィー | 『どきどきポヤッチオ』 | 『海腹川背 BaZooKa!』 |

## 出演
太字はメインキャラクター。

### テレビアニメ
1999年
- D4プリンセス（銀乃つばさ）

2000年
- BRIGADOON まりんとメラン（2000年 - 2001年、浅葱まりん、マリーン）

2001年
- コスモウォーリアー零（レ・シルビアーナ）
- FF：U 〜ファイナルファンタジー:アンリミテッド〜（2001年 - 2002年、ルー・ルプス）
- 神鵰侠侶 コンドルヒーロー（陸無双）

2002年
- ポケットモンスター アドバンスジェネレーション（2002年 - 2006年、ハルカ、ラッキー 他）

2003年
- GetBackers-奪還屋-（今井由美子）
- ポケットモンスター サイドストーリー（ルリリ）
- カレイドスター（ミロ）

2004年
- かいけつゾロリ（ポメラ）

2005年
- Paradise Kiss（お店の女の子）

2006年
- BLACK CAT（サキ）
- NANA（2006年 - 2007年、小松奈々）

2008年
- ポケットモンスター ダイヤモンド&パール（ハルカ）

### 劇場アニメ
- 劇場版ポケットモンスター アドバンスジェネレーション（2003年 - 2006年、ハルカ） - 4作品[一覧 1]

### OVA
- ヤングハーロックを追え! コスモウォーリアー零外伝（2002年、シルビアーナ）

### Webアニメ
- 戦慄のミラージュポケモン（2006年、ハルカ）

### ゲーム
- 速攻生徒会（1998年、ガンダー丸）
- どきどきポヤッチオ（1998年、ルフィー）
- ユア・メモリーズオフ〜Girl's Style〜（2008年 - 2009年、月岡海[21]） - 2作品[一覧 2]

### ドラマCD
1995年
- ぽっぷるメイルパラダイス5（ライム）
- CDドラマ TARAKOぱっぱらパラダイス（ライム）
- ファルコムスペシャルBOX'96 イースV 失われた砂の都ケフィン（ニーナ）

1996年
- 速攻生徒会（頑駄無丸）
- CDドラマ 英雄伝説IV 朱紅い雫 第1・2章（アルチェム、リタ）
- ぽっぷるメイル The Next Generation（ライム）
- KA・RE・SHI（志保子）
- ファルコムスペシャルBOX'97 英雄伝説IIIVSブランディッシュ+VT（クレール）

1999年
- どきどきポヤッチオ 音楽絵本 プエルコルダンPの物語（ルフィー）
- D4プリンセスS vol.1 - 3 / しあわせ♡くるるん c/w D4プリンセスS4（銀乃つばさ）

### ラジオドラマ
※はWebラジオ番組。
- ARIA The STATION Due（2006年※、アイネ）

### ラジオ
※はインターネット配信。
- TARAKOファルコムぴーヒャララ（TBSラジオ・KBS京都）アシスタント
- NEXT MUSIC
- LOVE&LIVE Dステーション（新潟放送）
- 川菜翠の愛だぜ！BABY!（1998年 - 1999年、AM神戸他）
- 愛河里花子の生臭さラジオ（1998年 - 1999年、ラジオ日本）欲し代ちゃんの声
- かーな・おみまゆ くるるん大放送!!（1999年、文化放送・ラジオ関西）
- 宮村優子の直球で行こう!（1999年、ラジオ大阪）アシスタント
- SpunkyStriderのすぱんきーすとらぢお（2010年 - 2012年、Podcast※）

### ラジオCD
- 「かーな・おみまゆ くるるん大放送!!」ミニアルバム くるるん天国（1999年）
- ARIA The STATION Due Cour 2（2006年）ゲスト

### ナレーション
- 大柴ちゃんねルー（2014年、YouTube）[29]

### トーク・イベントCD
- しあわせ♡くるるん c/w D4プリンセスS4（1999年）
- おみまゆ・KAORIの「声優アイランド」（2000年）

### 映像商品
- メモオフ・ファーストコンサート（2002年）
- BRIGADOON まりんとメラン Blu-ray BOX 特装限定版  第1・9・15・26話オーディオコメンタリー（2016年）[30]

## ディスコグラフィ

### シングル
| 枚  | 発売日         | タイトル         | 規格品番   | 規格品番  | オリコン最高位 |
| 枚  | 発売日         | タイトル         | 初回限定盤 | 通常盤    | オリコン最高位 |
| --- | -------------- | ---------------- | ---------- | --------- | -------------- |
| 1st | 2006年10月6日  | BLUE BLUE WAVE   |            | VGCD-1004 | 74位           |
| 2nd | 2007年4月25日  | この青空に約束を | ZMCZ-3325  | 99位      |                |
| 3rd | 2007年10月24日 | Tears Infection  | VGCD-50005 | VGCD-1020 | 33位           |
| 4th | 2008年2月27日  | 篝火             | ZMCZ-3947  | ZMCZ-3912 | 119位          |
| 5th | 2008年4月23日  | プロセス         |            | FVCG-1003 | 144位          |

### アルバム
| 枚  | 発売日        | タイトル        | 規格品番   | 規格品番  | オリコン最高位 |
| 枚  | 発売日        | タイトル        | 初回限定盤 | 通常盤    | オリコン最高位 |
| --- | ------------- | --------------- | ---------- | --------- | -------------- |
| 1st | 2007年8月10日 | re;stratosphere | VGCD-50004 | VGCD-0094 | 177位          |

### タイアップ曲
| 楽曲                   | タイアップ | 時期   |
| ---------------------- | --- | ------ |
| BLUE BLUE WAVE         | ゲーム『ARIA The NATURAL 〜遠い記憶のミラージュ〜』オープニングテーマ                                                          | 2006年 |
| その小さな小さな微笑で | ゲーム『ARIA The NATURAL 〜遠い記憶のミラージュ〜』エンディングテーマ                                                          | 2006年 |
| この青空に約束を       | テレビアニメ『この青空に約束を―〜ようこそつぐみ寮へ〜』オープニングテーマ                                                      | 2007年 |
| 小さなブリリアント     | ゲーム『この青空に約束を― -melody of the sun and sea-』オープニングテーマ グリーンチャンネル『トレセンTIME』オープニングテーマ | 2007年 |
| Tears Infection        | テレビアニメ『Myself ; Yourself』オープニングテーマ                                                                            | 2007年 |
| Day-break              | ゲーム『Myself ; Yourself』オープニングテーマ                                                                                  | 2007年 |
| 篝火                   | テレビアニメ『AYAKASHI』エンディングテーマ                                                                                     | 2007年 |
| third bridge           | ゲーム『12RIVEN -the Ψcliminal of integral-』オープニングテーマ                                                                | 2008年 |
| プロセス               | ゲーム『12RIVEN -the Ψcliminal of integral-』エンディングテーマ                                                                | 2008年 |

### 歌手参加作品
| 発売日         | 商品名                                                                                             | 歌 | 楽曲 | 備考                                                                    |
| -------------- | -------------------------------------------------------------------------------------------------- | --- | --- | ----------------------------------------------------------------------- |
| 1994年12月2日  | CDドラマ 英雄伝説III〜白き魔女〜                                                                   | 川菜明子 | 「愛はきらめきのなかに」 | ドラマCD『英雄伝説III 白き魔女』テーマソング                            |
| 1995年2月22日  | ぽっぷるメイルパラダイス2                                                                          | 川菜翠 | 「恋して！ミルキーボーイ」 | ドラマCD『ぽっぷるメイルパラダイス2』イメージソング                     |
| 1995年8月25日  | ぽっぷるメイルパラダイス4                                                                          | 川菜翠 | 「GAME OVER」 | ドラマCD『ぽっぷるメイルパラダイス4』イメージソング                     |
| 1995年9月21日  | 風の伝説ザナドゥII ヒロイン達の誕生日                                                              | 川菜翠 | 「いつの日かこの愛を」 | ドラマCD『風の伝説ザナドゥII ヒロイン達の誕生日』イメージソング         |
| 1995年10月21日 | ファントム・コグニション スーパー・イメージ・アルバム                                              | 川菜翠 | 「月は照らし続けている」 「CAUTION!」 「この世はLOVEで出来ている」                                                              | 漫画『ファントム・コグニション』イメージソング                          |
| 1995年10月25日 | 爆れつハンターII ザ・マンスリー・コレクション 4th Season                                           | 川菜翠 | 「君がいなきゃ 終わらない」 | ドラマCD『爆れつハンターII ザ・マンスリー・コレクション』イメージソング |
| 1995年10月25日 | ぱっぱらパラダイス5                                                                                | TARAKO、川菜翠 | 「ONLY ONE」 | ドラマCD『ぱっぱらパラダイス5』イメージソング                           |
| 1995年11月22日 | CDドラマ TARAKOぱっぱらパラダイス                                                                  | 川菜翠 | 「思い出より遥かに」 | ゲーム『ザナドゥ・ネクスト』イメージソング                              |
| 1995年11月22日 | CDドラマ TARAKOぱっぱらパラダイス                                                                  | 川菜翠 | 「ぱっぱらパラダイス」 | ドラマCD『TARAKOぱっぱらパラダイス』イメージソング                      |
| 1995年11月22日 | 爆れつハンターII ザ・マンスリー・コレクション 5th Season                                           | 川菜翠 | 「まともじゃないかも」 | ドラマCD『爆れつハンターII ザ・マンスリー・コレクション』イメージソング |
| 1995年12月25日 | 鷹宮学園 育生&国立シリーズ ルナティック・イブ                                                      | 川菜翠 | 「ALL OF YOU」 | ドラマCD『鷹宮学園 育生&国立シリーズ ルナティック・イブ』イメージソング |
| 1996年1月6日   | イメージアルバム イースV 失われた砂の都ケフィン                                                    | 川菜翠 | 「Brand-New Memories」 | ゲーム『イースV 失われた砂の都ケフィン』イメージソング                  |
| 1996年6月5日   | CDドラマ 英雄伝説IV 朱紅い雫                                                                       | 川菜翠 | 「僕達の未来へ」 | ドラマCD『英雄伝説IV 朱紅い雫』イメージソング                           |
| 1996年7月24日  | VS騎士ラムネ&40炎 超天然♥未来形アルバム                                                            | 川菜翠 | 「見せてごらん」 | テレビアニメ『VS騎士ラムネ&40炎』イメージソング                         |
| 1996年7月24日  | ぽっぷるメイル The Next Generation                                                                 | 川菜翠 | 「Love on Demand」 | ドラマCD『ぽっぷるメイル The Next Generation』イメージソング            |
| 1996年9月5日   | 爆れつハンターSP〈学園編〉青春その2                                                                | 川菜翠 | 「Funky Ghost Music」 | ドラマCD『爆れつハンターSP〈学園編〉』イメージソング                    |
| 1996年11月1日  | 爆れつハンターSP〈学園編〉青春その3                                                                | 川菜翠 | 「1000年生きてももの足りない」                                                                                                  | ドラマCD『爆れつハンターSP〈学園編〉』イメージソング                    |
| 1996年12月5日  | CDドラマ 英雄伝説IV 朱紅い雫 第2章 誰がための祈り                                                  | 川菜翠 | 「Teach Your Seasons」 | ドラマCD『英雄伝説IV 朱紅い雫』イメージソング                           |
| 1996年12月21日 | ファルコム・スペシャルBOX’97 Midori Kawana sings Ys                                                | 川菜翠 | 「Victory!!」 | ゲーム『イースI』イメージソング                                         |
| 1996年12月21日 | ファルコム・スペシャルBOX’97 Midori Kawana sings Ys                                                | 川菜翠 | 「PASSIONATE BLUE」 「もし生まれ変われるとしても この国に生まれたい」                                                           | ゲーム『イースII』イメージソング                                        |
| 1996年12月21日 | ファルコム・スペシャルBOX’97 Midori Kawana sings Ys                                                | 川菜翠 | 「天使の賛歌」 | ゲーム『イースIV The Dawn of Ys』イメージソング                         |
| 1996年12月21日 | ファルコム・スペシャルBOX’97 Midori Kawana sings Ys                                                | 川菜翠 | 「アンジェラスの瞳」 | ゲーム『イースV 失われた砂の都ケフィン』イメージソング                  |
| 1997年4月9日   | ミラクル・ボディに御用心！                                                                         | 川菜翠、貝田由里子 | 「ミラクル・ボディに御用心！」                                                                                                  | OVA『VS騎士ラムネ&40FRESH』オープニングテーマ                           |
| 1997年4月9日   | ミラクル・ボディに御用心！                                                                         | 川菜翠、貝田由里子 | 「鮮度が決め手！」 | OVA『VS騎士ラムネ&40FRESH』エンディングテーマ                           |
| 1997年10月22日 | カームブレイカー                                                                                   | 川菜翠 | 「100万ドルのShiny Girl」 「優しさありますか？」                                                                                | ドラマCD『カームブレイカー』イメージソング                              |
| 1997年12月10日 | 声遊記–冬之巻–あなたが欲しい〜JE TE VEUX〜                                                         | 川菜翠 | 「そばかす」 |                                                                         |
| 1997年12月16日 | FRESH^3(2/2)                                                                                       | 川菜翠 | 「星降る夜のモノローグ」 | OVA『VS騎士ラムネ&40FRESH』エンディングテーマ                           |
| 1998年1月21日  | 鬼外カルテシリーズ イメージアルバム2「ゴールデン・チャイルド」                                     | 川菜翠 | 「きみをつれて」 | ドラマCD『鬼外カルテシリーズ』イメージソング                            |
| 1998年2月21日  | 鬼外カルテシリーズ イメージアルバム3「花も雪もきっと…」                                            | 川菜翠 | 「命の花」 「永遠を探して…」 | ドラマCD『鬼外カルテシリーズ』イメージソング                            |
| 1999年3月26日  | どきどきポヤッチオ 音楽絵本 プエルコルダンPの物語                                                  | 川菜翠 | 「生きてるって素晴らしい」 | ゲーム『どきどきポヤッチオ』オープニングテーマ                          |
| 1999年3月26日  | どきどきポヤッチオ 音楽絵本 プエルコルダンPの物語                                                  | 川菜翠 | 「あの頃の君を忘れないで」 | ゲーム『どきどきポヤッチオ』挿入歌                                      |
| 1999年4月21日  | ドリルでルンルン クルルンルン                                                                      | 川菜翠、麻績村まゆ子 | 「ドリルでルンルン クルルンルン」                                                                                               | テレビアニメ『D4プリンセス』エンディングテーマ                          |
| 1999年4月21日  | ドリルでルンルン クルルンルン                                                                      | 川菜翠、麻績村まゆ子 | 「無敵のヒロイン〜D4プリンセス〜」                                                                                              | ラジオ『かーな・おみまゆ くるるん大放送!!』テーマソング                 |
| 1999年7月16日  | 「かーな・おみまゆ くるるん大放送!!」ミニアルバム くるるん天国                                     | 川菜翠、麻績村まゆ子 | 「ドリルでルンルン クルルンルン (REMIX)」 「無敵のヒロイン〜D4プリンセス〜 (REMIX)」 「クルクル恋模様」 「くるるん パラダイス」 | ラジオ『かーな・おみまゆ くるるん大放送!!』関連曲                       |
| 1999年12月17日 | しあわせ♡くるるん c/w D4プリンセスS4                                                               | しあわせさん、くるりんちゃん | 「Funky Sweety Rock'n' roll」                                                                                                   | テレビアニメ『D4プリンセス』関連曲                                      |
| 2000年6月21日  | おみまゆ・KAORIの「声優アイランド」                                                                | KAORI、麻績村まゆ子 | 「ドリルでルンルン クルルンルン 〜ライブバージョン〜」                                                                          | テレビアニメ『D4プリンセス』関連曲                                      |
| 2000年8月23日  | 風の碧、海の翠                                                                                     | KAORI | 「虹色の宝物」 | テレビアニメ『BRIGADOON まりんとメラン』エンディングテーマ              |
| 2001年1月24日  | BRIGADOON まりんとメラン オリジナルサウンドトラック2                                               | KAORI | 「出逢いをア・リ・ガ・ト・ウ…。」                                                                                               | テレビアニメ『BRIGADOON まりんとメラン』エンディングテーマ              |
| 2002年2月6日   | pop'n music 7 AC CS pop'n music 5                                                                  | KAORI | 「ファーストステップ」 | ゲーム『pop'n music 5』使用曲                                           |
| 2002年2月20日  | メモオフ・ファーストコンサートALBUM〜表も裏も完全ノーカット版！〜                                  | 間島淳司、山本麻里安、那須めぐみ、田村ゆかり、浅野るり、河合久美、利田優子、水樹奈々、菊池志穂、池澤春菜、仲西環、千葉紗子、南里侑香、小尾元政、REMI、KAORI | 「MEMORIE I・N・G (Live)」 | ゲーム『Memories Off』関連曲                                            |
| 2002年3月20日  | メモリーズオフOVA サウンドコレクション+α!!                                                         | KAORI | 「やさしい星座」 | OVA『Memories Off』エンディングテーマ                                   |
| 2002年6月19日  | 此花2〜届かないレクイエム〜 サウンドコレクション                                                   | KAORI | 「Rail Way」 | ゲーム『此花2 〜届かないレクイエム〜』エンディングテーマ                |
| 2002年8月22日  | pop'n music 8 AC CS pop'n music 6                                                                  | KAORI | 「lasting」 | ゲーム『pop'n music 6』使用曲                                           |
| 2002年9月4日   | Ever17 -the out of infinity- ボーカルコレクション                                                  | KAORI | 「LeMU〜遙かなるレムリア大陸〜」                                                                                                | ゲーム『Ever17 -the out of infinity-』オープニングテーマ                |
| 2003年2月5日   | pop'n music 9 AC CS pop'n music 7                                                                  | KAORI | 「Love Parade」 | ゲーム『pop'n music 7』使用曲                                           |
| 2003年4月25日  | Close to 〜祈りの丘〜 サウンドコレクション                                                         | KAORI | 「想いのかけら」 | ゲーム『想いのかけら -Close to-』オープニングテーマ                     |
| 2003年4月25日  | Close to 〜祈りの丘〜 サウンドコレクション                                                         | KAORI | 「Close to」 | ゲーム『Close to 〜祈りの丘〜』オープニングテーマ                       |
| 2003年7月25日  | 劇場版ポケットモンスター アドバンスジェネレーション 七夜の願い星 ジラーチ ミュージックコレクション | KAORI | 「冒険のはじまりだ!!」 | 劇場アニメ『おどるポケモンひみつ基地』エンディングテーマ                |
| 2004年3月24日  | Remember11 サウンドコレクション                                                                    | KAORI | 「little prophet」 | ゲーム『Remember11 -the age of infinity-』オープニングテーマ            |
| 2004年9月23日  | Remember11 ボーカルコレクション                                                                    | KAORI | 「Will-theme-〜I cannot stop a Doll dance〜」                                                                                   | ゲーム『Remember11 -the age of infinity-』イメージソング                |
| 2006年3月24日  | Separate Hearts 〜Original Audio Collection〜                                                      | KAORI | 「Separate Hearts」 | ゲーム『Separate Hearts』オープニングテーマ                             |
| 2006年4月7日   | みんなでつくるメモオフCD!! Season 3                                                                | みんな&みんな | 「紙ヒコーキの旅（メモオフバレンタインコンサートLive）」                                                                        | ゲーム『Memories Off ＃5 とぎれたフィルム』関連曲                       |
| 2006年7月7日   | 魂響 PERFECT AUDIOTRACKS                                                                           | KAORI | 「天武の舞、暁の門」 | ゲーム『魂響〜御霊送りの詩〜』オープニングテーマ                        |
| 2006年11月22日 | 保健室へようこそ サウンドトラック                                                                  | KAORI | 「恋のメディシン」 | ゲーム『保健室へようこそ』オープニングテーマ                            |

### キャラクターソング
| 発売日        | 商品名                                                                        | 歌                              | 楽曲                                    | 備考                                                                            |
| ------------- | ----------------------------------------------------------------------------- | ------------------------------- | --------------------------------------- | ------------------------------------------------------------------------------- |
| 2001年1月24日 | BRIGADOON まりんとメラン オリジナルサウンドトラック2                          | まりん（KAORI）、萌（齋藤彩夏） | 「虹色の宝物（まりん&萌ヴァージョン）」 | テレビアニメ『BRIGADOON まりんとメラン』エンディングテーマ                      |
| 2006年6月28日 | スパート!/私、負けない!〜ハルカのテーマ〜                                     | ハルカ（KAORI）                 | 「私、負けない！〜ハルカのテーマ〜」    | テレビアニメ『ポケットモンスター アドバンスジェネレーション』エンディングテーマ |
| 2006年9月27日 | BLACK CAT DVD Vol.10 プレミアムエディション "Nekojarashi" Original Soundtrack | サキ（KAORI）                   | 「この世の歌（featuring:サキ）」        | テレビアニメ『BLACK CAT』関連曲                                                 |
| 2008年3月7日  | Re-birth/Shine〜降りそそぐ風のように〜                                        | Your（KAORI）                   | 「Re-birth」                            | ゲーム『ユア・メモリーズオフ〜Girl's Style〜』エンディングテーマ                |
| 2008年3月7日  | Re-birth/Shine〜降りそそぐ風のように〜                                        | Your（KAORI）                   | 「Shine〜降りそそぐ風のように〜」       | ゲーム『ユア・メモリーズオフ〜Girl's Style〜』関連曲                            |
| 2010年7月23日 | Memories Off 10th Anniversary PERFECT VOCAL COLLECTION                        | Your（KAORI）                   | 「Free（海ver.）」                      | ゲーム『ユア・メモリーズオフ〜Girl's Style〜』関連曲                            |

### 楽曲提供
| 歌手名                 | 曲名                                                          | 収録（初出のみ）                                    | 年   | 作詞             | 作曲             |
| ---------------------- | ------------------------------------------------------------- | --------------------------------------------------- | ---- | ---------------- | ---------------- |
| 結城比呂               | 春色ドライブ                                                  | 『鷹宮学園 青ちゃん&みーくんシリーズ 桃色四月少年』 | 1996 | 川菜翠           | オダクラ・アキラ |
| 上田祐司               | GAME                                                          | 『少女コミックCDブック 東京ジュリエット』           | 1996 | 川菜翠           | オダクラ・アキラ |
| 麻生かほ里             | Innocent Blue                                                 | 『ロマンレーヌ PREMIUM DISC』                       | 1998 | 川菜翠           | オダクラ・アキラ |
| 宮村優子               | Love Story（グレース＝ウリジンのテーマ）                      | 『スーパーロボット大戦 鋼のコクピット』             | 1998 | 川菜翠           | 川菜翠           |
| 難波圭一               | 男なら青春を炎と燃やせ（レナンジェス＝スターロードのテーマ）  | 『スーパーロボット大戦 鋼のコクピット』             | 1998 | なかの★陽        | 川菜翠           |
| 鋼鉄兄弟               | BLACK HOLE（ヒュッケバインのテーマ） スーパーロボット永遠なれ | 『スーパーロボット大戦 鋼のコクピット』             | 1998 | なかの★陽        | 川菜翠           |
| 井上喜久子、山本麻里安 | Sha la la...                                                  | 『かきくけ喜久子のさしすせSonata』                  | 1999 | 川菜翠           | 川菜翠           |
| しあわせクロワッサン   | Lu puty La puty                                               | 「Lu puty La puty」                                 | 1999 | 川菜翠、名古屋司 | 川菜翠、名古屋司 |
| しあわせクロワッサン   | 夢見る手紙                                                    | 「Lu puty La puty」                                 | 1999 | 川菜翠、伊福部崇 | 川菜翠           |
| しあわせクロワッサン   | しあわせのクロワッサン キラ キラ キラリ                       | 『しあわせさん しあわせクロワッサン』               | 1999 | 川菜翠           | 川菜翠           |
| 仙台エリ               | やっぱり君が好き！                                            | 「知恵と勇気だ！メダロット」                        | 1999 | 川菜翠           | 川菜翠、名古屋司 |
| まりまゆ               | Angel Kiss                                                    | 「Angel Kiss」                                      | 2000 | KAORI            | KAORI            |
| マミチョコ             | かわいい？ねぇダーリン♡                                       | 『かわいい？ねぇダーリン♡』                         | 2001 | KAORI            | KAORI            |
| 菊池志穂               | Natural                                                       | 『Climb The Mountain』                              | 2001 | KAORI            | KAORI            |

## ライブ・イベント

### ワンマンライブ
| 出演日         | タイトル                                                            | 会場                     |
| -------------- | ------------------------------------------------------------------- | ------------------------ |
| 2000年8月7日   | 渋谷DeSeO First Solo Live                                           | SHIBUYA DESEO（東京都）  |
| 2001年3月2日   | KAORI Birthday Live 〜Starting My Life 21世紀最初のHappy Birthday〜 | 渋谷GUILTY（東京都）     |
| 2007年10月27日 | KAORI「re;stratosphere」LIVE 〜in shibuya eggman〜                  | Shibuya eggman（東京都） |

### 合同ライブ
| 出演日         | タイトル                                                   | 会場                         |
| -------------- | ---------------------------------------------------------- | ---------------------------- |
| 1999年12月27日 | 20世紀アニメ紅白歌合戦                                     | 日本武道館（東京都）         |
| 2000年4月7日   | おみまゆ・KAORIのSEIYU ISLAND                              | Shibuya eggman（東京都）     |
| 2001年7月12日  | 御伽御膳 in 渋谷DeSeO                                      | SHIBUYA DESEO（東京都）      |
| 2001年9月2日   | PEPPER 7 ALL STARS 1stLIIVE                                | ESPホール（東京都）          |
| 2001年12月2日  | メモオフ・ファーストコンサート                             | 東京厚生年金会館（東京都）   |
| 2001年12月7日  | DeSeO3周年イベント前夜祭                                   | SHIBUYA DESEO（東京都）      |
| 2002年2月1日   | パワフルパニックin DeSeO                                   | SHIBUYA DESEO（東京都）      |
| 2006年2月12日  | メモオフバレンタインコンサート                             | Zepp Tokyo（東京都）         |
| 2006年4月16日  | アルケ祭2006〜はるのあしおとが聞こえてきたよ！スペシャル〜 | 新木場STUDIO COAST（東京都） |
| 2006年10月22日 | DreamParty東京2006秋 Live 5pb.                             | 東京ビッグサイト（東京都）   |
| 2007年4月22日  | アルケ祭2007                                               | 新木場STUDIO COAST（東京都） |
| 2007年5月3日   | DreamParty東京2007春 Live 5pb.                             | 東京ビッグサイト（東京都）   |
| 2007年10月14日 | DreamParty東京2007秋 Live 5pb.                             | 東京ビッグサイト（東京都）   |

### その他
- 菊池志穂 Birthday Live 2001（2001年5月6日、Shibuya eggman〈東京都〉）ゲスト出演
- サンライズフェスティバル2015白南風（2015年8月15日、テアトル新宿〈東京都〉）
- サンライズフェスティバル2016満天（2016年8月2日、テアトル新宿〈東京都〉）